# Hjernebjælke
Hjernebjælken (latin: corpus callosum ) er en hjernestruktur der forbinder storhjernens to halvdele.
Den består af nervetråde, dvs. hvid substans, og er den største kommissurbane (baner der krydser hjernens midtlinje).
Hjernebjælken kan opdeles i en række afsnit, henholdsvis: rostrum, genu, truncus, isthmus og splenium.
Hjernebjælken kan under neurokirurgiske operationer skæres over, f.eks. som behandling af epilepsi. Man har anstillet psykologiske tests på sådanne "split-brain" patienter (patienter med overskåren hjernebjælke) for at undersøge de to hjernehalvdeles forskellige funktioner. "Split-brain" patienter har sædvanligvis kun få kliniske symptomer.